# Atheriniformes
Los Atheriniformes es un orden de Actinopterygii (peces con espinas), con especies marinas y de río, que  incluyen peces plateados y varias menos conocidas familias, incluyendo a la inusual Phallostethidae. El orden está emparentado con los Beloniformes.
Sus miembros  usualmente tienen dos aleta dorsales, la primera con espinas flexibles, y una aleta anal con una espina al frente. La línea lateral está típicamente débil o ausente. Las larvas de Atheriniformes comparten varias características: el intestino es inusualmente corto, hay una sola fila de melanóforos a lo largo del trasero y las aletas  no se evidencian hasta luego de la eclosión de huevos.

## Sistemática
La clasificación taxonómica de los Atheriniformes no es clara, con la mejor evidencia de monofilia en las  características larvales mencionadas arriba. Existen 9 familias encuadradas en 3 subórdenes:
- Suborden Bedotioidei:
  - Familia Bedotiidae - Bedótidos
- Suborden Melanotaenioidei:
  - Familia Melanotaeniidae - Melanoténidos
  - Familia Pseudomugilidae - Pseudomugílidos
- Suborden Atherinoidei:
  - Familia Atherinidae - Peces plateados o Tinícalos
  - Familia Atherinopsidae - Charales y Pejerreyes
  - Familia Isonidae - Isónidos
  - Familia Notocheiridae - Notoquéiridos
  - Familia Telmatherinidae - Telmaterínidos
  - Familia Dentatherinidae - Dentaterínidos
  - Familia Phallostethidae - Falostétidos

## Imágenes

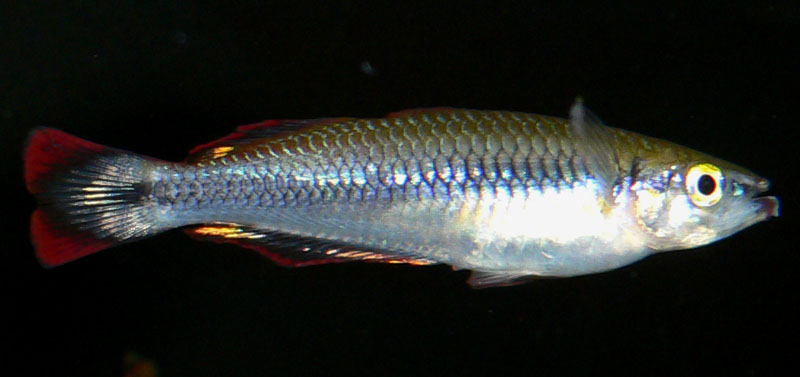
Bedotia geayi
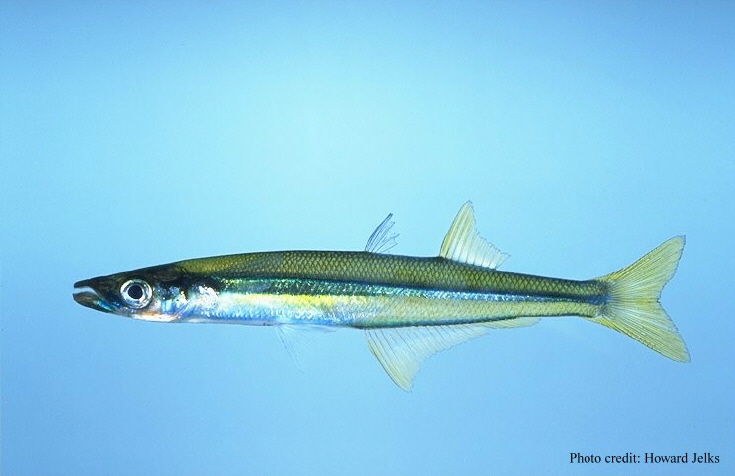
Labidesthes sicculus
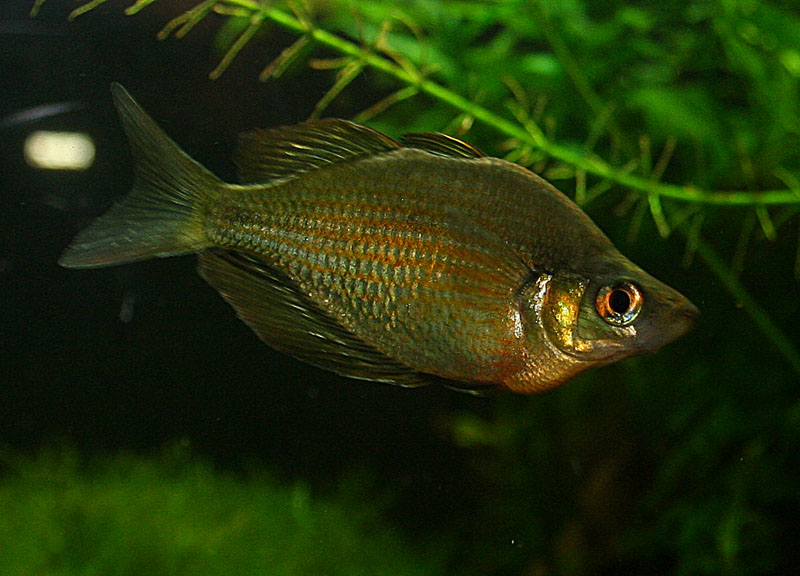
Glossolepis wanamensis
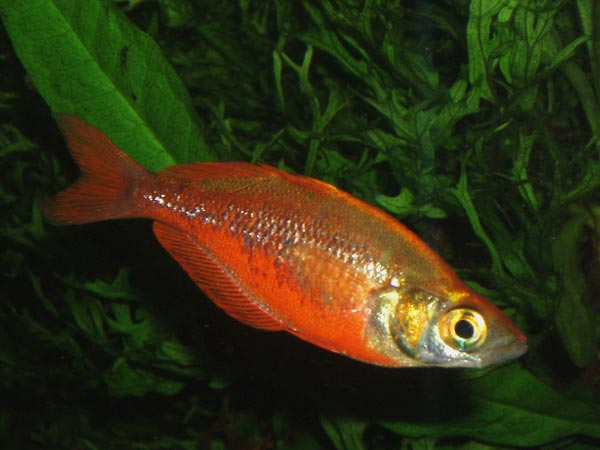
Glossolepis incisus
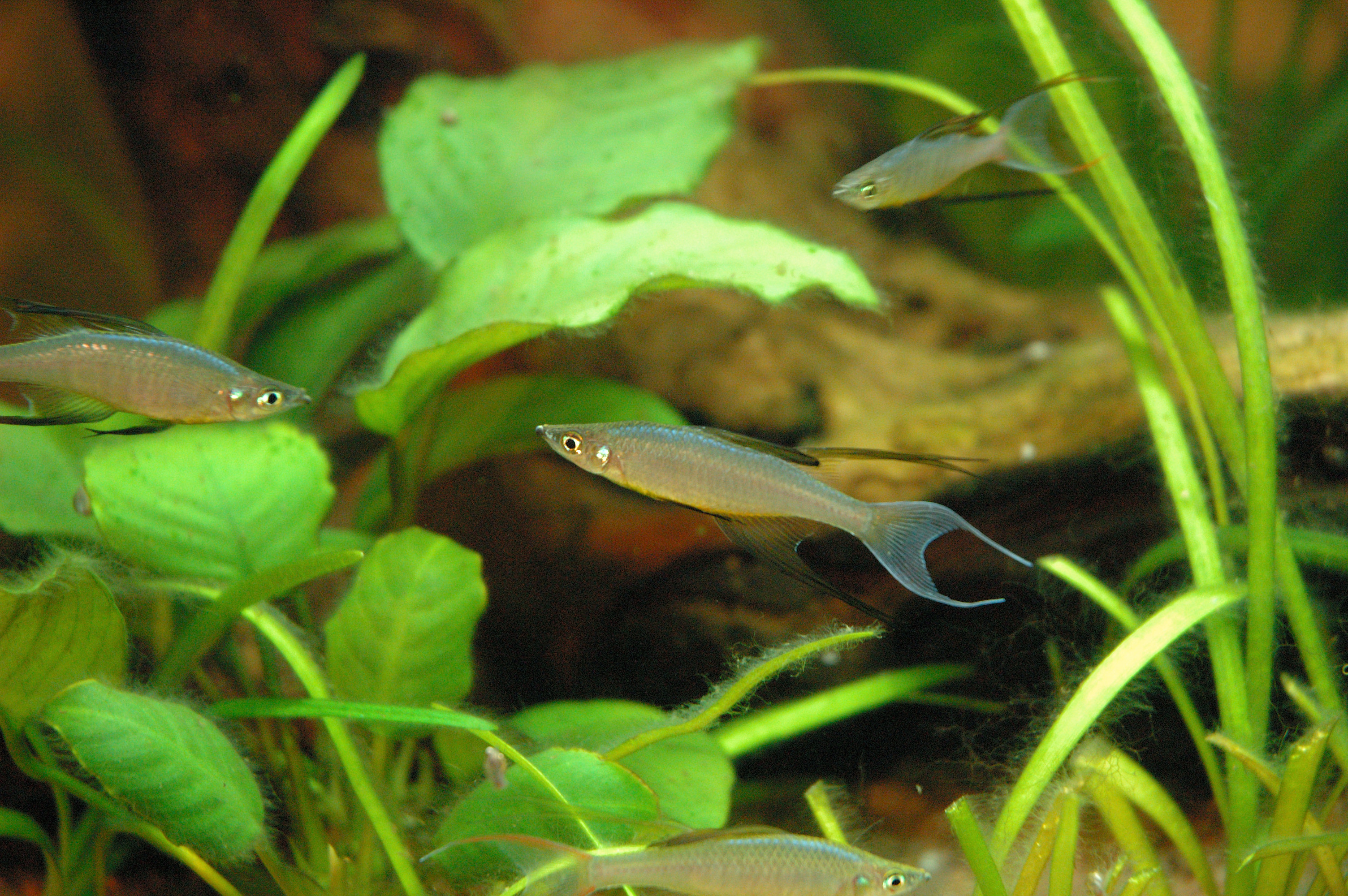
Iriatherina werneri
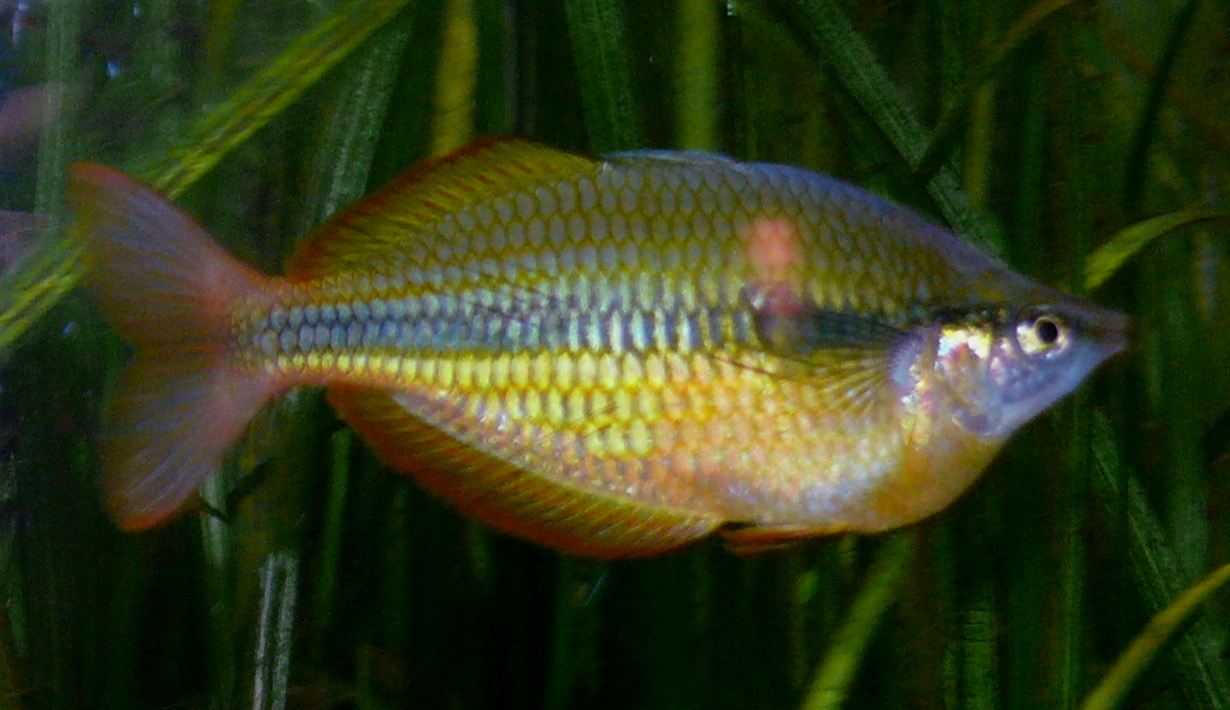
Melanotaenia trifasciata
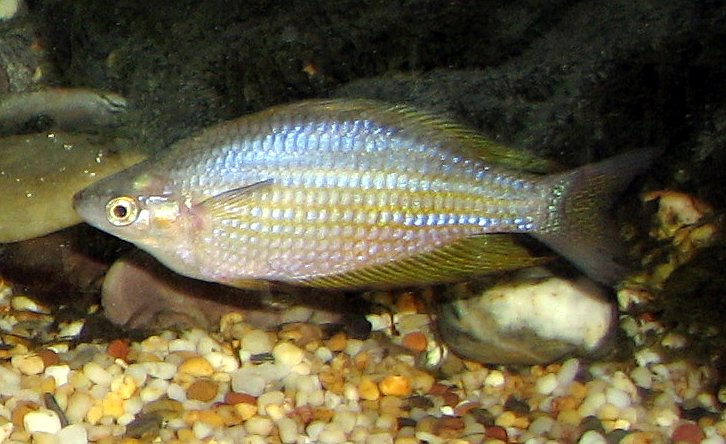
Melanotaenia splendida
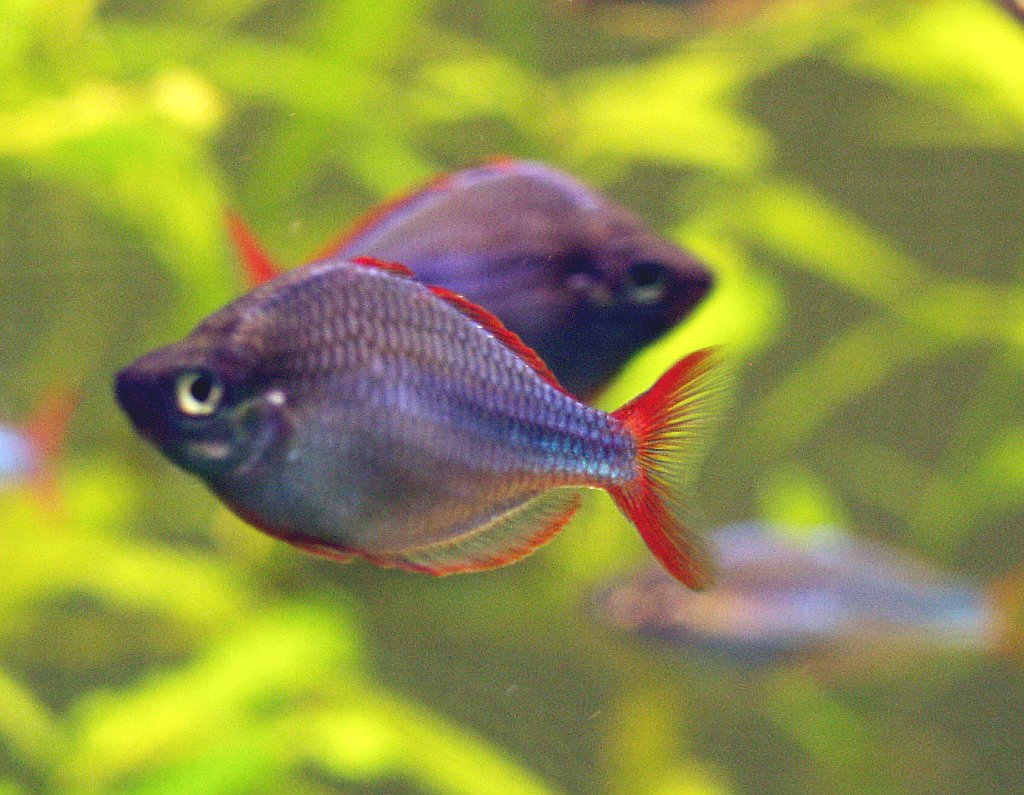
Melanotaenia praecox

- Datos: Q254606
- Multimedia: Atheriniformes / Q254606
- Especies: Atheriniformes